# Eleições legislativas portuguesas de 1976 no distrito de Lisboa
| Eleições legislativas portuguesas de 1976 Distritos: Aveiro \| Beja \| Braga \| Bragança \| Castelo Branco \| Coimbra \| Évora \| Faro \| Guarda \| Leiria \| Lisboa \| Portalegre \| Porto \| Santarém \| Setúbal \| Viana do Castelo \| Vila Real \| Viseu \| Açores \| Madeira \| Estrangeiro |

## Resultados por Concelho
Os resultados nos concelhos do Distrito de Lisboa foram os seguintes:

### Alenquer
| Partido                 | Partido                     | Votos  | %               |
| ----------------------- | --------------------------- | ------ | --------------- |
|                         | Partido Socialista          | 9 319  | 43,47 / 100,00  |
|                         | Partido Comunista Português | 5 112  | 23,85 / 100,00  |
|                         | Partido Popular Democrático | 3 253  | 15,18 / 100,00  |
|                         | Centro Democrático e Social | 1 283  | 5,99 / 100,00   |
|                         | União Democrática Popular   | 268    | 1,25 / 100,00   |
|                         | Frente Socialista Popular   | 241    | 1,12 / 100,00   |
|                         | Outros                      | 715    | 3,33 / 100,00   |
| Votos Inválidos         | Votos Inválidos             | 1 245  | 5,81 / 100,00   |
| Total                   | Total                       | 21 436 | 100,00 / 100,00 |
| Eleitorado/Participação | Eleitorado/Participação     | 26 637 | 80,47 / 100,00  |

### Arruda dos Vinhos
| Partido                 | Partido                     | Votos | %               |
| ----------------------- | --------------------------- | ----- | --------------- |
|                         | Partido Socialista          | 2 322 | 45,63 / 100,00  |
|                         | Partido Comunista Português | 1 097 | 21,56 / 100,00  |
|                         | Partido Popular Democrático | 710   | 13,95 / 100,00  |
|                         | Centro Democrático e Social | 276   | 5,42 / 100,00   |
|                         | Frente Socialista Popular   | 63    | 1,24 / 100,00   |
|                         | MRPP                        | 62    | 1,22 / 100,00   |
|                         | União Democrática Popular   | 56    | 1,10 / 100,00   |
|                         | Outros                      | 143   | 2,80 / 100,00   |
| Votos Inválidos         | Votos Inválidos             | 360   | 7,08 / 100,00   |
| Total                   | Total                       | 5 089 | 100,00 / 100,00 |
| Eleitorado/Participação | Eleitorado/Participação     | 6 396 | 79,57 / 100,00  |

### Azambuja
| Partido                 | Partido                     | Votos  | %               |
| ----------------------- | --------------------------- | ------ | --------------- |
|                         | Partido Socialista          | 5 036  | 44,07 / 100,00  |
|                         | Partido Comunista Português | 2 482  | 21,72 / 100,00  |
|                         | Partido Popular Democrático | 1 273  | 11,14 / 100,00  |
|                         | Centro Democrático e Social | 637    | 5,58 / 100,00   |
|                         | União Democrática Popular   | 327    | 2,86 / 100,00   |
|                         | Frente Socialista Popular   | 209    | 1,83 / 100,00   |
|                         | MRPP                        | 160    | 1,40 / 100,00   |
|                         | Outros                      | 378    | 3,33 / 100,00   |
| Votos Inválidos         | Votos Inválidos             | 924    | 8,08 / 100,00   |
| Total                   | Total                       | 11 426 | 100,00 / 100,00 |
| Eleitorado/Participação | Eleitorado/Participação     | 13 680 | 83,52 / 100,00  |

### Cadaval
| Partido                 | Partido                     | Votos  | %               |
| ----------------------- | --------------------------- | ------ | --------------- |
|                         | Partido Socialista          | 3 468  | 40,00 / 100,00  |
|                         | Partido Popular Democrático | 2 319  | 26,74 / 100,00  |
|                         | Centro Democrático e Social | 1 307  | 15,07 / 100,00  |
|                         | Partido Comunista Português | 428    | 4,94 / 100,00   |
|                         | Frente Socialista Popular   | 126    | 1,45 / 100,00   |
|                         | Outros                      | 446    | 5,13 / 100,00   |
| Votos Inválidos         | Votos Inválidos             | 577    | 6,65 / 100,00   |
| Total                   | Total                       | 8 671  | 100,00 / 100,00 |
| Eleitorado/Participação | Eleitorado/Participação     | 10 672 | 81,25 / 100,00  |

### Cascais
| Partido                 | Partido                     | Votos  | %               |
| ----------------------- | --------------------------- | ------ | --------------- |
|                         | Partido Socialista          | 25 965 | 34,56 / 100,00  |
|                         | Partido Comunista Português | 14 238 | 18,95 / 100,00  |
|                         | Partido Popular Democrático | 14 040 | 18,69 / 100,00  |
|                         | Centro Democrático e Social | 13 506 | 17,98 / 100,00  |
|                         | União Democrática Popular   | 1 776  | 2,36 / 100,00   |
|                         | Outros                      | 3 254  | 4,34 / 100,00   |
| Votos Inválidos         | Votos Inválidos             | 2 341  | 3,12 / 100,00   |
| Total                   | Total                       | 75 120 | 100,00 / 100,00 |
| Eleitorado/Participação | Eleitorado/Participação     | 90 158 | 83,32 / 100,00  |

### Lisboa
| Partido                 | Partido                     | Votos   | %               |
| ----------------------- | --------------------------- | ------- | --------------- |
|                         | Partido Socialista          | 205 659 | 36,92 / 100,00  |
|                         | Partido Comunista Português | 106 897 | 19,19 / 100,00  |
|                         | Partido Popular Democrático | 95 751  | 17,19 / 100,00  |
|                         | Centro Democrático e Social | 92 250  | 16,56 / 100,00  |
|                         | União Democrática Popular   | 15 626  | 2,81 / 100,00   |
|                         | MRPP                        | 7 107   | 1,28 / 100,00   |
|                         | Outros                      | 16 464  | 2,97 / 100,00   |
| Votos Inválidos         | Votos Inválidos             | 17 371  | 3,11 / 100,00   |
| Total                   | Total                       | 557 071 | 100,00 / 100,00 |
| Eleitorado/Participação | Eleitorado/Participação     | 672 765 | 82,80 / 100,00  |

### Loures
| Partido                 | Partido                     | Votos   | %               |
| ----------------------- | --------------------------- | ------- | --------------- |
|                         | Partido Socialista          | 55 380  | 41,49 / 100,00  |
|                         | Partido Comunista Português | 39 028  | 29,24 / 100,00  |
|                         | Partido Popular Democrático | 15 754  | 11,80 / 100,00  |
|                         | Centro Democrático e Social | 9 669   | 7,24 / 100,00   |
|                         | União Democrática Popular   | 3 183   | 2,38 / 100,00   |
|                         | MRPP                        | 2 011   | 1,51 / 100,00   |
|                         | Outros                      | 4 162   | 3,12 / 100,00   |
| Votos Inválidos         | Votos Inválidos             | 4 285   | 3,21 / 100,00   |
| Total                   | Total                       | 133 472 | 100,00 / 100,00 |
| Eleitorado/Participação | Eleitorado/Participação     | 157 825 | 84,57 / 100,00  |

### Lourinhã
| Partido                 | Partido                     | Votos  | %               |
| ----------------------- | --------------------------- | ------ | --------------- |
|                         | Partido Socialista          | 3 403  | 30,04 / 100,00  |
|                         | Partido Popular Democrático | 3 269  | 28,86 / 100,00  |
|                         | Centro Democrático e Social | 2 862  | 25,26 / 100,00  |
|                         | Partido Comunista Português | 274    | 2,42 / 100,00   |
|                         | Outros                      | 561    | 4,74 / 100,00   |
| Votos Inválidos         | Votos Inválidos             | 959    | 8,47 / 100,00   |
| Total                   | Total                       | 11 328 | 100,00 / 100,00 |
| Eleitorado/Participação | Eleitorado/Participação     | 13 797 | 82,10 / 100,00  |

### Mafra
| Partido                 | Partido                     | Votos  | %               |
| ----------------------- | --------------------------- | ------ | --------------- |
|                         | Partido Socialista          | 10 302 | 42,21 / 100,00  |
|                         | Partido Popular Democrático | 5 898  | 24,17 / 100,00  |
|                         | Partido Comunista Português | 2 398  | 9,83 / 100,00   |
|                         | Centro Democrático e Social | 2 069  | 8,48 / 100,00   |
|                         | União Democrática Popular   | 379    | 1,55 / 100,00   |
|                         | Frente Socialista Popular   | 338    | 1,38 / 100,00   |
|                         | Outros                      | 973    | 3,98 / 100,00   |
| Votos Inválidos         | Votos Inválidos             | 2 048  | 8,40 / 100,00   |
| Total                   | Total                       | 24 405 | 100,00 / 100,00 |
| Eleitorado/Participação | Eleitorado/Participação     | 31 186 | 78,26 / 100,00  |

### Oeiras
| Partido                 | Partido                     | Votos   | %               |
| ----------------------- | --------------------------- | ------- | --------------- |
|                         | Partido Socialista          | 61 860  | 38,88 / 100,00  |
|                         | Partido Comunista Português | 42 330  | 26,60 / 100,00  |
|                         | Partido Popular Democrático | 22 982  | 14,44 / 100,00  |
|                         | Centro Democrático e Social | 16 899  | 10,62 / 100,00  |
|                         | União Democrática Popular   | 4 918   | 3,09 / 100,00   |
|                         | MRPP                        | 1 870   | 1,18 / 100,00   |
|                         | Outros                      | 4 360   | 2,73 / 100,00   |
| Votos Inválidos         | Votos Inválidos             | 3 903   | 2,45 / 100,00   |
| Total                   | Total                       | 159 122 | 100,00 / 100,00 |
| Eleitorado/Participação | Eleitorado/Participação     | 190 591 | 83,49 / 100,00  |

### Sintra
| Partido                 | Partido                     | Votos   | %               |
| ----------------------- | --------------------------- | ------- | --------------- |
|                         | Partido Socialista          | 45 386  | 41,02 / 100,00  |
|                         | Partido Comunista Português | 25 948  | 23,45 / 100,00  |
|                         | Partido Popular Democrático | 15 673  | 14,16 / 100,00  |
|                         | Centro Democrático e Social | 10 951  | 9,90 / 100,00   |
|                         | União Democrática Popular   | 3 542   | 3,20 / 100,00   |
|                         | MRPP                        | 1 170   | 1,06 / 100,00   |
|                         | Outros                      | 3 713   | 3,34 / 100,00   |
| Votos Inválidos         | Votos Inválidos             | 4 264   | 3,86 / 100,00   |
| Total                   | Total                       | 110 647 | 100,00 / 100,00 |
| Eleitorado/Participação | Eleitorado/Participação     | 129 940 | 85,15 / 100,00  |

### Sobral de Monte Agraço
| Partido                 | Partido                     | Votos | %               |
| ----------------------- | --------------------------- | ----- | --------------- |
|                         | Partido Socialista          | 1 853 | 40,68 / 100,00  |
|                         | Partido Comunista Português | 1 323 | 29,05 / 100,00  |
|                         | Partido Popular Democrático | 596   | 13,08 / 100,00  |
|                         | Centro Democrático e Social | 195   | 4,28 / 100,00   |
|                         | União Democrática Popular   | 57    | 1,25 / 100,00   |
|                         | Frente Socialista Popular   | 48    | 1,05 / 100,00   |
|                         | Outros                      | 134   | 2,94 / 100,00   |
| Votos Inválidos         | Votos Inválidos             | 349   | 7,66 / 100,00   |
| Total                   | Total                       | 4 555 | 100,00 / 100,00 |
| Eleitorado/Participação | Eleitorado/Participação     | 5 705 | 79,84 / 100,00  |

### Torres Vedras
| Partido                 | Partido                     | Votos  | %               |
| ----------------------- | --------------------------- | ------ | --------------- |
|                         | Partido Socialista          | 13 772 | 37,66 / 100,00  |
|                         | Partido Popular Democrático | 11 021 | 30,14 / 100,00  |
|                         | Partido Comunista Português | 5 033  | 13,76 / 100,00  |
|                         | Centro Democrático e Social | 2 827  | 7,73 / 100,00   |
|                         | União Democrática Popular   | 496    | 1,36 / 100,00   |
|                         | Frente Socialista Popular   | 418    | 1,14 / 100,00   |
|                         | Outros                      | 1 246  | 3,42 / 100,00   |
| Votos Inválidos         | Votos Inválidos             | 1 753  | 4,79 / 100,00   |
| Total                   | Total                       | 36 566 | 100,00 / 100,00 |
| Eleitorado/Participação | Eleitorado/Participação     | 44 492 | 82,19 / 100,00  |

### Vila Franca de Xira
| Partido                 | Partido                     | Votos  | %               |
| ----------------------- | --------------------------- | ------ | --------------- |
|                         | Partido Socialista          | 16 971 | 39,24 / 100,00  |
|                         | Partido Comunista Português | 16 459 | 38,06 / 100,00  |
|                         | Partido Popular Democrático | 3 529  | 8,16 / 100,00   |
|                         | Centro Democrático e Social | 1 806  | 4,18 / 100,00   |
|                         | MRPP                        | 923    | 2,13 / 100,00   |
|                         | União Democrática Popular   | 823    | 1,90 / 100,00   |
|                         | Outros                      | 1 363  | 3,15 / 100,00   |
| Votos Inválidos         | Votos Inválidos             | 1 373  | 3,17 / 100,00   |
| Total                   | Total                       | 43 247 | 100,00 / 100,00 |
| Eleitorado/Participação | Eleitorado/Participação     | 50 178 | 86,19 / 100,00  |